# Neopetrosia problematica
Neopetrosia problematica är en svampdjursart som först beskrevs av De Laubenfels 1930.  Neopetrosia problematica ingår i släktet Neopetrosia och familjen Petrosiidae.
Artens utbredningsområde är Kalifornien. Inga underarter finns listade i Catalogue of Life.